# Cona
Cona é uma comuna italiana da região do Vêneto, província de Veneza, quue possuía 3.253 habitantes em 2011. Estende-se por uma área de 64 km², tendo uma densidade populacional de 51 hab/km². Faz fronteira com Agna (PD), Cavarzere, Chioggia, Correzzola (PD).

## Demografia
| Variação demográfica do município entre 1861 e 2011                               |
|                                                                                   |
| Fonte: Istituto Nazionale di Statistica (ISTAT) - Elaboração gráfica da Wikipedia |